# Петров Олександр Дмитрович (шахіст)
Олександр Дмитрович Петров (нар. 1 лютого (12 лютого) 1794, Бісерово, Псковська губ. — пом. 10 квітня (22 квітня) 1867, Варшава) — перший російський шаховий майстер, теоретик шахів, письменник. Петров був одним з найсильніших шахістів світу в першій половині XIX століття. До переїзду до Варшави 1840 року був професором машинобудування в університеті Санкт-Петербурга.

## Біографія
Петров почав грати в шахи в семирічному віці. У віці 15 років він переміг у Санкт-Петербурзі одного з найкращих шахістів — А. Копйова і з цього моменту його вважали найкращим шахістом Росії.
Петров був яскравим майстром комбінаційного стилю. Він чудово розігрував відкриті позиції — домагався швидкого розвитку фігур, захоплював відкриті лінії та переходив до атаки, яку, зазвичай, проводив рішуче, не зупиняючись перед жертвами.— ОЛЕКСАНДР ПЕТРОВ. Персона Дня — 03.02.2012. З матеріалу на сайті Російської шахової федерації. (рос.)
1824 року в Санкт-Петербурзі видав свою першу шахову книгу російською мовою — «Шахова гра, доведена до систематичного ладу, з додаванням ігор Філідора та примітками до них». Книга складалася з 5 частин (1-а і 2-я частини — «теорія Шахів», 3-я — 5-а частини — «практика Шахів»). Книга Петрова стала настільною книгою російських шахістів. Його книгу читали О. С. Пушкін, І. С. Тургенєв, М. Г. Чернишевський. Першу книгу про шахи російською мовою видав 1821 року Іван Бутримов.
Олександр Дмитрович Петров бував у будинку графа Юлія Помпейовича Літта, де збиралися літератори, які цікавились шахами, приходив і Олександр Сергійович Пушкін, який також захоплювався шахами. У будинку Літта грав наосліп з Павлом Львовичем Шиллінгом.
У бібліотеці О. С. Пушкіна були дві книги Олександра Петрова, причому одна з них з дарчим написом автора: «Шановному добродію Олександру Сергійовичу Пушкіну на знак істинної поваги».
Заснував перший у Росії шаховий клуб. В 1844—1845 роках публікував шахові розповіді.
Видав першу в Росії книгу про шашки — «Посібник для ґрунтовного пізнання шашкової гри». На честь Петрова названий ендшпіль, описаний у книзі, — «Трикутник Петрова».
1840 року кілька разів перемагав (з форою) юного російського шахіста Карла Яніша. Двічі виграв матчі проти Сергія Урусова 1854 року з рахунком 3: 1 і 1859 року з рахунком 13:7. 1862 року виграв у Іллі Шумова з рахунком 4: 2. 1851 року Говард Стаунтон запросив Олександра Петрова взяти участь у першому міжнародному турнірі в Лондоні, але той не зміг поїхати до Лондона.
Від 1840 року проживав у Варшаві, де служив у царському управлінні. Його будинок був відомим місцем зустрічей російських та польських шахістів. Щоб не накликати на себе підозр в участі в повстанні проти царизму у Польщі, 1863 року Петров виїхав за кордон. У Відні та Парижі він познайомився з провідними шахістами Західної Європи, у тому числі з Полом Морфі, однак зіграти з ним у шахи йому не довелося.
Мав прізвисько «Північний Філідор».
Похований на православному цвинтарі у Варшаві.

## Внесок у теорію дебютів
Олександр Петров зробив значний внесок у теорію шахів. Він глибоко проаналізував дебют, який був названий його ім'ям: «Захист Петрова». Цей дебют також відомий під назвою «Російська партія».
Перші ходи «Захисту Петрова»:
1.e2-e4 e7-e5 2.Кg1-f3 Кg8-f6.
На його честь названий варіант у «дебюті слона»:
1.e2-e4 e7-e5 2.Сf1-c4 Сf8-c5 3.Кg1-f3 d7-d6 4.c2-c3 Фd8-e7 5.d2-d4 — атака Петрова, а також одне з продовжень в прийнятому королівському гамбіті:
1.e2-e4 e7-e5 2.f2-f4 e5:f43.Cf1-e2 — Гамбіт Петрова

## Задачі
|   | a | b | c | d | e | f | g | h |   |
| 8 | d8 чорний кінь · c7 чорний пішак · g7 чорний пішак · e6 чорний пішак · f6 чорна тура · g6 білий слон · a5 чорний кінь · c5 білий пішак · a4 чорний пішак · c4 чорний пішак · d4 білий пішак · f4 чорна тура · g4 чорний пішак · e3 чорний слон · b2 чорний пішак · c2 білий пішак · e2 білий кінь · f2 чорний пішак · h2 білий король · b1 чорний король · f1 білий кінь · h1 білий ферзь | d8 чорний кінь · c7 чорний пішак · g7 чорний пішак · e6 чорний пішак · f6 чорна тура · g6 білий слон · a5 чорний кінь · c5 білий пішак · a4 чорний пішак · c4 чорний пішак · d4 білий пішак · f4 чорна тура · g4 чорний пішак · e3 чорний слон · b2 чорний пішак · c2 білий пішак · e2 білий кінь · f2 чорний пішак · h2 білий король · b1 чорний король · f1 білий кінь · h1 білий ферзь | d8 чорний кінь · c7 чорний пішак · g7 чорний пішак · e6 чорний пішак · f6 чорна тура · g6 білий слон · a5 чорний кінь · c5 білий пішак · a4 чорний пішак · c4 чорний пішак · d4 білий пішак · f4 чорна тура · g4 чорний пішак · e3 чорний слон · b2 чорний пішак · c2 білий пішак · e2 білий кінь · f2 чорний пішак · h2 білий король · b1 чорний король · f1 білий кінь · h1 білий ферзь | d8 чорний кінь · c7 чорний пішак · g7 чорний пішак · e6 чорний пішак · f6 чорна тура · g6 білий слон · a5 чорний кінь · c5 білий пішак · a4 чорний пішак · c4 чорний пішак · d4 білий пішак · f4 чорна тура · g4 чорний пішак · e3 чорний слон · b2 чорний пішак · c2 білий пішак · e2 білий кінь · f2 чорний пішак · h2 білий король · b1 чорний король · f1 білий кінь · h1 білий ферзь | d8 чорний кінь · c7 чорний пішак · g7 чорний пішак · e6 чорний пішак · f6 чорна тура · g6 білий слон · a5 чорний кінь · c5 білий пішак · a4 чорний пішак · c4 чорний пішак · d4 білий пішак · f4 чорна тура · g4 чорний пішак · e3 чорний слон · b2 чорний пішак · c2 білий пішак · e2 білий кінь · f2 чорний пішак · h2 білий король · b1 чорний король · f1 білий кінь · h1 білий ферзь | d8 чорний кінь · c7 чорний пішак · g7 чорний пішак · e6 чорний пішак · f6 чорна тура · g6 білий слон · a5 чорний кінь · c5 білий пішак · a4 чорний пішак · c4 чорний пішак · d4 білий пішак · f4 чорна тура · g4 чорний пішак · e3 чорний слон · b2 чорний пішак · c2 білий пішак · e2 білий кінь · f2 чорний пішак · h2 білий король · b1 чорний король · f1 білий кінь · h1 білий ферзь | d8 чорний кінь · c7 чорний пішак · g7 чорний пішак · e6 чорний пішак · f6 чорна тура · g6 білий слон · a5 чорний кінь · c5 білий пішак · a4 чорний пішак · c4 чорний пішак · d4 білий пішак · f4 чорна тура · g4 чорний пішак · e3 чорний слон · b2 чорний пішак · c2 білий пішак · e2 білий кінь · f2 чорний пішак · h2 білий король · b1 чорний король · f1 білий кінь · h1 білий ферзь | d8 чорний кінь · c7 чорний пішак · g7 чорний пішак · e6 чорний пішак · f6 чорна тура · g6 білий слон · a5 чорний кінь · c5 білий пішак · a4 чорний пішак · c4 чорний пішак · d4 білий пішак · f4 чорна тура · g4 чорний пішак · e3 чорний слон · b2 чорний пішак · c2 білий пішак · e2 білий кінь · f2 чорний пішак · h2 білий король · b1 чорний король · f1 білий кінь · h1 білий ферзь | 8 |
| 7 | d8 чорний кінь · c7 чорний пішак · g7 чорний пішак · e6 чорний пішак · f6 чорна тура · g6 білий слон · a5 чорний кінь · c5 білий пішак · a4 чорний пішак · c4 чорний пішак · d4 білий пішак · f4 чорна тура · g4 чорний пішак · e3 чорний слон · b2 чорний пішак · c2 білий пішак · e2 білий кінь · f2 чорний пішак · h2 білий король · b1 чорний король · f1 білий кінь · h1 білий ферзь | d8 чорний кінь · c7 чорний пішак · g7 чорний пішак · e6 чорний пішак · f6 чорна тура · g6 білий слон · a5 чорний кінь · c5 білий пішак · a4 чорний пішак · c4 чорний пішак · d4 білий пішак · f4 чорна тура · g4 чорний пішак · e3 чорний слон · b2 чорний пішак · c2 білий пішак · e2 білий кінь · f2 чорний пішак · h2 білий король · b1 чорний король · f1 білий кінь · h1 білий ферзь | d8 чорний кінь · c7 чорний пішак · g7 чорний пішак · e6 чорний пішак · f6 чорна тура · g6 білий слон · a5 чорний кінь · c5 білий пішак · a4 чорний пішак · c4 чорний пішак · d4 білий пішак · f4 чорна тура · g4 чорний пішак · e3 чорний слон · b2 чорний пішак · c2 білий пішак · e2 білий кінь · f2 чорний пішак · h2 білий король · b1 чорний король · f1 білий кінь · h1 білий ферзь | d8 чорний кінь · c7 чорний пішак · g7 чорний пішак · e6 чорний пішак · f6 чорна тура · g6 білий слон · a5 чорний кінь · c5 білий пішак · a4 чорний пішак · c4 чорний пішак · d4 білий пішак · f4 чорна тура · g4 чорний пішак · e3 чорний слон · b2 чорний пішак · c2 білий пішак · e2 білий кінь · f2 чорний пішак · h2 білий король · b1 чорний король · f1 білий кінь · h1 білий ферзь | d8 чорний кінь · c7 чорний пішак · g7 чорний пішак · e6 чорний пішак · f6 чорна тура · g6 білий слон · a5 чорний кінь · c5 білий пішак · a4 чорний пішак · c4 чорний пішак · d4 білий пішак · f4 чорна тура · g4 чорний пішак · e3 чорний слон · b2 чорний пішак · c2 білий пішак · e2 білий кінь · f2 чорний пішак · h2 білий король · b1 чорний король · f1 білий кінь · h1 білий ферзь | d8 чорний кінь · c7 чорний пішак · g7 чорний пішак · e6 чорний пішак · f6 чорна тура · g6 білий слон · a5 чорний кінь · c5 білий пішак · a4 чорний пішак · c4 чорний пішак · d4 білий пішак · f4 чорна тура · g4 чорний пішак · e3 чорний слон · b2 чорний пішак · c2 білий пішак · e2 білий кінь · f2 чорний пішак · h2 білий король · b1 чорний король · f1 білий кінь · h1 білий ферзь | d8 чорний кінь · c7 чорний пішак · g7 чорний пішак · e6 чорний пішак · f6 чорна тура · g6 білий слон · a5 чорний кінь · c5 білий пішак · a4 чорний пішак · c4 чорний пішак · d4 білий пішак · f4 чорна тура · g4 чорний пішак · e3 чорний слон · b2 чорний пішак · c2 білий пішак · e2 білий кінь · f2 чорний пішак · h2 білий король · b1 чорний король · f1 білий кінь · h1 білий ферзь | d8 чорний кінь · c7 чорний пішак · g7 чорний пішак · e6 чорний пішак · f6 чорна тура · g6 білий слон · a5 чорний кінь · c5 білий пішак · a4 чорний пішак · c4 чорний пішак · d4 білий пішак · f4 чорна тура · g4 чорний пішак · e3 чорний слон · b2 чорний пішак · c2 білий пішак · e2 білий кінь · f2 чорний пішак · h2 білий король · b1 чорний король · f1 білий кінь · h1 білий ферзь | 7 |
| 6 | d8 чорний кінь · c7 чорний пішак · g7 чорний пішак · e6 чорний пішак · f6 чорна тура · g6 білий слон · a5 чорний кінь · c5 білий пішак · a4 чорний пішак · c4 чорний пішак · d4 білий пішак · f4 чорна тура · g4 чорний пішак · e3 чорний слон · b2 чорний пішак · c2 білий пішак · e2 білий кінь · f2 чорний пішак · h2 білий король · b1 чорний король · f1 білий кінь · h1 білий ферзь | d8 чорний кінь · c7 чорний пішак · g7 чорний пішак · e6 чорний пішак · f6 чорна тура · g6 білий слон · a5 чорний кінь · c5 білий пішак · a4 чорний пішак · c4 чорний пішак · d4 білий пішак · f4 чорна тура · g4 чорний пішак · e3 чорний слон · b2 чорний пішак · c2 білий пішак · e2 білий кінь · f2 чорний пішак · h2 білий король · b1 чорний король · f1 білий кінь · h1 білий ферзь | d8 чорний кінь · c7 чорний пішак · g7 чорний пішак · e6 чорний пішак · f6 чорна тура · g6 білий слон · a5 чорний кінь · c5 білий пішак · a4 чорний пішак · c4 чорний пішак · d4 білий пішак · f4 чорна тура · g4 чорний пішак · e3 чорний слон · b2 чорний пішак · c2 білий пішак · e2 білий кінь · f2 чорний пішак · h2 білий король · b1 чорний король · f1 білий кінь · h1 білий ферзь | d8 чорний кінь · c7 чорний пішак · g7 чорний пішак · e6 чорний пішак · f6 чорна тура · g6 білий слон · a5 чорний кінь · c5 білий пішак · a4 чорний пішак · c4 чорний пішак · d4 білий пішак · f4 чорна тура · g4 чорний пішак · e3 чорний слон · b2 чорний пішак · c2 білий пішак · e2 білий кінь · f2 чорний пішак · h2 білий король · b1 чорний король · f1 білий кінь · h1 білий ферзь | d8 чорний кінь · c7 чорний пішак · g7 чорний пішак · e6 чорний пішак · f6 чорна тура · g6 білий слон · a5 чорний кінь · c5 білий пішак · a4 чорний пішак · c4 чорний пішак · d4 білий пішак · f4 чорна тура · g4 чорний пішак · e3 чорний слон · b2 чорний пішак · c2 білий пішак · e2 білий кінь · f2 чорний пішак · h2 білий король · b1 чорний король · f1 білий кінь · h1 білий ферзь | d8 чорний кінь · c7 чорний пішак · g7 чорний пішак · e6 чорний пішак · f6 чорна тура · g6 білий слон · a5 чорний кінь · c5 білий пішак · a4 чорний пішак · c4 чорний пішак · d4 білий пішак · f4 чорна тура · g4 чорний пішак · e3 чорний слон · b2 чорний пішак · c2 білий пішак · e2 білий кінь · f2 чорний пішак · h2 білий король · b1 чорний король · f1 білий кінь · h1 білий ферзь | d8 чорний кінь · c7 чорний пішак · g7 чорний пішак · e6 чорний пішак · f6 чорна тура · g6 білий слон · a5 чорний кінь · c5 білий пішак · a4 чорний пішак · c4 чорний пішак · d4 білий пішак · f4 чорна тура · g4 чорний пішак · e3 чорний слон · b2 чорний пішак · c2 білий пішак · e2 білий кінь · f2 чорний пішак · h2 білий король · b1 чорний король · f1 білий кінь · h1 білий ферзь | d8 чорний кінь · c7 чорний пішак · g7 чорний пішак · e6 чорний пішак · f6 чорна тура · g6 білий слон · a5 чорний кінь · c5 білий пішак · a4 чорний пішак · c4 чорний пішак · d4 білий пішак · f4 чорна тура · g4 чорний пішак · e3 чорний слон · b2 чорний пішак · c2 білий пішак · e2 білий кінь · f2 чорний пішак · h2 білий король · b1 чорний король · f1 білий кінь · h1 білий ферзь | 6 |
| 5 | d8 чорний кінь · c7 чорний пішак · g7 чорний пішак · e6 чорний пішак · f6 чорна тура · g6 білий слон · a5 чорний кінь · c5 білий пішак · a4 чорний пішак · c4 чорний пішак · d4 білий пішак · f4 чорна тура · g4 чорний пішак · e3 чорний слон · b2 чорний пішак · c2 білий пішак · e2 білий кінь · f2 чорний пішак · h2 білий король · b1 чорний король · f1 білий кінь · h1 білий ферзь | d8 чорний кінь · c7 чорний пішак · g7 чорний пішак · e6 чорний пішак · f6 чорна тура · g6 білий слон · a5 чорний кінь · c5 білий пішак · a4 чорний пішак · c4 чорний пішак · d4 білий пішак · f4 чорна тура · g4 чорний пішак · e3 чорний слон · b2 чорний пішак · c2 білий пішак · e2 білий кінь · f2 чорний пішак · h2 білий король · b1 чорний король · f1 білий кінь · h1 білий ферзь | d8 чорний кінь · c7 чорний пішак · g7 чорний пішак · e6 чорний пішак · f6 чорна тура · g6 білий слон · a5 чорний кінь · c5 білий пішак · a4 чорний пішак · c4 чорний пішак · d4 білий пішак · f4 чорна тура · g4 чорний пішак · e3 чорний слон · b2 чорний пішак · c2 білий пішак · e2 білий кінь · f2 чорний пішак · h2 білий король · b1 чорний король · f1 білий кінь · h1 білий ферзь | d8 чорний кінь · c7 чорний пішак · g7 чорний пішак · e6 чорний пішак · f6 чорна тура · g6 білий слон · a5 чорний кінь · c5 білий пішак · a4 чорний пішак · c4 чорний пішак · d4 білий пішак · f4 чорна тура · g4 чорний пішак · e3 чорний слон · b2 чорний пішак · c2 білий пішак · e2 білий кінь · f2 чорний пішак · h2 білий король · b1 чорний король · f1 білий кінь · h1 білий ферзь | d8 чорний кінь · c7 чорний пішак · g7 чорний пішак · e6 чорний пішак · f6 чорна тура · g6 білий слон · a5 чорний кінь · c5 білий пішак · a4 чорний пішак · c4 чорний пішак · d4 білий пішак · f4 чорна тура · g4 чорний пішак · e3 чорний слон · b2 чорний пішак · c2 білий пішак · e2 білий кінь · f2 чорний пішак · h2 білий король · b1 чорний король · f1 білий кінь · h1 білий ферзь | d8 чорний кінь · c7 чорний пішак · g7 чорний пішак · e6 чорний пішак · f6 чорна тура · g6 білий слон · a5 чорний кінь · c5 білий пішак · a4 чорний пішак · c4 чорний пішак · d4 білий пішак · f4 чорна тура · g4 чорний пішак · e3 чорний слон · b2 чорний пішак · c2 білий пішак · e2 білий кінь · f2 чорний пішак · h2 білий король · b1 чорний король · f1 білий кінь · h1 білий ферзь | d8 чорний кінь · c7 чорний пішак · g7 чорний пішак · e6 чорний пішак · f6 чорна тура · g6 білий слон · a5 чорний кінь · c5 білий пішак · a4 чорний пішак · c4 чорний пішак · d4 білий пішак · f4 чорна тура · g4 чорний пішак · e3 чорний слон · b2 чорний пішак · c2 білий пішак · e2 білий кінь · f2 чорний пішак · h2 білий король · b1 чорний король · f1 білий кінь · h1 білий ферзь | d8 чорний кінь · c7 чорний пішак · g7 чорний пішак · e6 чорний пішак · f6 чорна тура · g6 білий слон · a5 чорний кінь · c5 білий пішак · a4 чорний пішак · c4 чорний пішак · d4 білий пішак · f4 чорна тура · g4 чорний пішак · e3 чорний слон · b2 чорний пішак · c2 білий пішак · e2 білий кінь · f2 чорний пішак · h2 білий король · b1 чорний король · f1 білий кінь · h1 білий ферзь | 5 |
| 4 | d8 чорний кінь · c7 чорний пішак · g7 чорний пішак · e6 чорний пішак · f6 чорна тура · g6 білий слон · a5 чорний кінь · c5 білий пішак · a4 чорний пішак · c4 чорний пішак · d4 білий пішак · f4 чорна тура · g4 чорний пішак · e3 чорний слон · b2 чорний пішак · c2 білий пішак · e2 білий кінь · f2 чорний пішак · h2 білий король · b1 чорний король · f1 білий кінь · h1 білий ферзь | d8 чорний кінь · c7 чорний пішак · g7 чорний пішак · e6 чорний пішак · f6 чорна тура · g6 білий слон · a5 чорний кінь · c5 білий пішак · a4 чорний пішак · c4 чорний пішак · d4 білий пішак · f4 чорна тура · g4 чорний пішак · e3 чорний слон · b2 чорний пішак · c2 білий пішак · e2 білий кінь · f2 чорний пішак · h2 білий король · b1 чорний король · f1 білий кінь · h1 білий ферзь | d8 чорний кінь · c7 чорний пішак · g7 чорний пішак · e6 чорний пішак · f6 чорна тура · g6 білий слон · a5 чорний кінь · c5 білий пішак · a4 чорний пішак · c4 чорний пішак · d4 білий пішак · f4 чорна тура · g4 чорний пішак · e3 чорний слон · b2 чорний пішак · c2 білий пішак · e2 білий кінь · f2 чорний пішак · h2 білий король · b1 чорний король · f1 білий кінь · h1 білий ферзь | d8 чорний кінь · c7 чорний пішак · g7 чорний пішак · e6 чорний пішак · f6 чорна тура · g6 білий слон · a5 чорний кінь · c5 білий пішак · a4 чорний пішак · c4 чорний пішак · d4 білий пішак · f4 чорна тура · g4 чорний пішак · e3 чорний слон · b2 чорний пішак · c2 білий пішак · e2 білий кінь · f2 чорний пішак · h2 білий король · b1 чорний король · f1 білий кінь · h1 білий ферзь | d8 чорний кінь · c7 чорний пішак · g7 чорний пішак · e6 чорний пішак · f6 чорна тура · g6 білий слон · a5 чорний кінь · c5 білий пішак · a4 чорний пішак · c4 чорний пішак · d4 білий пішак · f4 чорна тура · g4 чорний пішак · e3 чорний слон · b2 чорний пішак · c2 білий пішак · e2 білий кінь · f2 чорний пішак · h2 білий король · b1 чорний король · f1 білий кінь · h1 білий ферзь | d8 чорний кінь · c7 чорний пішак · g7 чорний пішак · e6 чорний пішак · f6 чорна тура · g6 білий слон · a5 чорний кінь · c5 білий пішак · a4 чорний пішак · c4 чорний пішак · d4 білий пішак · f4 чорна тура · g4 чорний пішак · e3 чорний слон · b2 чорний пішак · c2 білий пішак · e2 білий кінь · f2 чорний пішак · h2 білий король · b1 чорний король · f1 білий кінь · h1 білий ферзь | d8 чорний кінь · c7 чорний пішак · g7 чорний пішак · e6 чорний пішак · f6 чорна тура · g6 білий слон · a5 чорний кінь · c5 білий пішак · a4 чорний пішак · c4 чорний пішак · d4 білий пішак · f4 чорна тура · g4 чорний пішак · e3 чорний слон · b2 чорний пішак · c2 білий пішак · e2 білий кінь · f2 чорний пішак · h2 білий король · b1 чорний король · f1 білий кінь · h1 білий ферзь | d8 чорний кінь · c7 чорний пішак · g7 чорний пішак · e6 чорний пішак · f6 чорна тура · g6 білий слон · a5 чорний кінь · c5 білий пішак · a4 чорний пішак · c4 чорний пішак · d4 білий пішак · f4 чорна тура · g4 чорний пішак · e3 чорний слон · b2 чорний пішак · c2 білий пішак · e2 білий кінь · f2 чорний пішак · h2 білий король · b1 чорний король · f1 білий кінь · h1 білий ферзь | 4 |
| 3 | d8 чорний кінь · c7 чорний пішак · g7 чорний пішак · e6 чорний пішак · f6 чорна тура · g6 білий слон · a5 чорний кінь · c5 білий пішак · a4 чорний пішак · c4 чорний пішак · d4 білий пішак · f4 чорна тура · g4 чорний пішак · e3 чорний слон · b2 чорний пішак · c2 білий пішак · e2 білий кінь · f2 чорний пішак · h2 білий король · b1 чорний король · f1 білий кінь · h1 білий ферзь | d8 чорний кінь · c7 чорний пішак · g7 чорний пішак · e6 чорний пішак · f6 чорна тура · g6 білий слон · a5 чорний кінь · c5 білий пішак · a4 чорний пішак · c4 чорний пішак · d4 білий пішак · f4 чорна тура · g4 чорний пішак · e3 чорний слон · b2 чорний пішак · c2 білий пішак · e2 білий кінь · f2 чорний пішак · h2 білий король · b1 чорний король · f1 білий кінь · h1 білий ферзь | d8 чорний кінь · c7 чорний пішак · g7 чорний пішак · e6 чорний пішак · f6 чорна тура · g6 білий слон · a5 чорний кінь · c5 білий пішак · a4 чорний пішак · c4 чорний пішак · d4 білий пішак · f4 чорна тура · g4 чорний пішак · e3 чорний слон · b2 чорний пішак · c2 білий пішак · e2 білий кінь · f2 чорний пішак · h2 білий король · b1 чорний король · f1 білий кінь · h1 білий ферзь | d8 чорний кінь · c7 чорний пішак · g7 чорний пішак · e6 чорний пішак · f6 чорна тура · g6 білий слон · a5 чорний кінь · c5 білий пішак · a4 чорний пішак · c4 чорний пішак · d4 білий пішак · f4 чорна тура · g4 чорний пішак · e3 чорний слон · b2 чорний пішак · c2 білий пішак · e2 білий кінь · f2 чорний пішак · h2 білий король · b1 чорний король · f1 білий кінь · h1 білий ферзь | d8 чорний кінь · c7 чорний пішак · g7 чорний пішак · e6 чорний пішак · f6 чорна тура · g6 білий слон · a5 чорний кінь · c5 білий пішак · a4 чорний пішак · c4 чорний пішак · d4 білий пішак · f4 чорна тура · g4 чорний пішак · e3 чорний слон · b2 чорний пішак · c2 білий пішак · e2 білий кінь · f2 чорний пішак · h2 білий король · b1 чорний король · f1 білий кінь · h1 білий ферзь | d8 чорний кінь · c7 чорний пішак · g7 чорний пішак · e6 чорний пішак · f6 чорна тура · g6 білий слон · a5 чорний кінь · c5 білий пішак · a4 чорний пішак · c4 чорний пішак · d4 білий пішак · f4 чорна тура · g4 чорний пішак · e3 чорний слон · b2 чорний пішак · c2 білий пішак · e2 білий кінь · f2 чорний пішак · h2 білий король · b1 чорний король · f1 білий кінь · h1 білий ферзь | d8 чорний кінь · c7 чорний пішак · g7 чорний пішак · e6 чорний пішак · f6 чорна тура · g6 білий слон · a5 чорний кінь · c5 білий пішак · a4 чорний пішак · c4 чорний пішак · d4 білий пішак · f4 чорна тура · g4 чорний пішак · e3 чорний слон · b2 чорний пішак · c2 білий пішак · e2 білий кінь · f2 чорний пішак · h2 білий король · b1 чорний король · f1 білий кінь · h1 білий ферзь | d8 чорний кінь · c7 чорний пішак · g7 чорний пішак · e6 чорний пішак · f6 чорна тура · g6 білий слон · a5 чорний кінь · c5 білий пішак · a4 чорний пішак · c4 чорний пішак · d4 білий пішак · f4 чорна тура · g4 чорний пішак · e3 чорний слон · b2 чорний пішак · c2 білий пішак · e2 білий кінь · f2 чорний пішак · h2 білий король · b1 чорний король · f1 білий кінь · h1 білий ферзь | 3 |
| 2 | d8 чорний кінь · c7 чорний пішак · g7 чорний пішак · e6 чорний пішак · f6 чорна тура · g6 білий слон · a5 чорний кінь · c5 білий пішак · a4 чорний пішак · c4 чорний пішак · d4 білий пішак · f4 чорна тура · g4 чорний пішак · e3 чорний слон · b2 чорний пішак · c2 білий пішак · e2 білий кінь · f2 чорний пішак · h2 білий король · b1 чорний король · f1 білий кінь · h1 білий ферзь | d8 чорний кінь · c7 чорний пішак · g7 чорний пішак · e6 чорний пішак · f6 чорна тура · g6 білий слон · a5 чорний кінь · c5 білий пішак · a4 чорний пішак · c4 чорний пішак · d4 білий пішак · f4 чорна тура · g4 чорний пішак · e3 чорний слон · b2 чорний пішак · c2 білий пішак · e2 білий кінь · f2 чорний пішак · h2 білий король · b1 чорний король · f1 білий кінь · h1 білий ферзь | d8 чорний кінь · c7 чорний пішак · g7 чорний пішак · e6 чорний пішак · f6 чорна тура · g6 білий слон · a5 чорний кінь · c5 білий пішак · a4 чорний пішак · c4 чорний пішак · d4 білий пішак · f4 чорна тура · g4 чорний пішак · e3 чорний слон · b2 чорний пішак · c2 білий пішак · e2 білий кінь · f2 чорний пішак · h2 білий король · b1 чорний король · f1 білий кінь · h1 білий ферзь | d8 чорний кінь · c7 чорний пішак · g7 чорний пішак · e6 чорний пішак · f6 чорна тура · g6 білий слон · a5 чорний кінь · c5 білий пішак · a4 чорний пішак · c4 чорний пішак · d4 білий пішак · f4 чорна тура · g4 чорний пішак · e3 чорний слон · b2 чорний пішак · c2 білий пішак · e2 білий кінь · f2 чорний пішак · h2 білий король · b1 чорний король · f1 білий кінь · h1 білий ферзь | d8 чорний кінь · c7 чорний пішак · g7 чорний пішак · e6 чорний пішак · f6 чорна тура · g6 білий слон · a5 чорний кінь · c5 білий пішак · a4 чорний пішак · c4 чорний пішак · d4 білий пішак · f4 чорна тура · g4 чорний пішак · e3 чорний слон · b2 чорний пішак · c2 білий пішак · e2 білий кінь · f2 чорний пішак · h2 білий король · b1 чорний король · f1 білий кінь · h1 білий ферзь | d8 чорний кінь · c7 чорний пішак · g7 чорний пішак · e6 чорний пішак · f6 чорна тура · g6 білий слон · a5 чорний кінь · c5 білий пішак · a4 чорний пішак · c4 чорний пішак · d4 білий пішак · f4 чорна тура · g4 чорний пішак · e3 чорний слон · b2 чорний пішак · c2 білий пішак · e2 білий кінь · f2 чорний пішак · h2 білий король · b1 чорний король · f1 білий кінь · h1 білий ферзь | d8 чорний кінь · c7 чорний пішак · g7 чорний пішак · e6 чорний пішак · f6 чорна тура · g6 білий слон · a5 чорний кінь · c5 білий пішак · a4 чорний пішак · c4 чорний пішак · d4 білий пішак · f4 чорна тура · g4 чорний пішак · e3 чорний слон · b2 чорний пішак · c2 білий пішак · e2 білий кінь · f2 чорний пішак · h2 білий король · b1 чорний король · f1 білий кінь · h1 білий ферзь | d8 чорний кінь · c7 чорний пішак · g7 чорний пішак · e6 чорний пішак · f6 чорна тура · g6 білий слон · a5 чорний кінь · c5 білий пішак · a4 чорний пішак · c4 чорний пішак · d4 білий пішак · f4 чорна тура · g4 чорний пішак · e3 чорний слон · b2 чорний пішак · c2 білий пішак · e2 білий кінь · f2 чорний пішак · h2 білий король · b1 чорний король · f1 білий кінь · h1 білий ферзь | 2 |
| 1 | d8 чорний кінь · c7 чорний пішак · g7 чорний пішак · e6 чорний пішак · f6 чорна тура · g6 білий слон · a5 чорний кінь · c5 білий пішак · a4 чорний пішак · c4 чорний пішак · d4 білий пішак · f4 чорна тура · g4 чорний пішак · e3 чорний слон · b2 чорний пішак · c2 білий пішак · e2 білий кінь · f2 чорний пішак · h2 білий король · b1 чорний король · f1 білий кінь · h1 білий ферзь | d8 чорний кінь · c7 чорний пішак · g7 чорний пішак · e6 чорний пішак · f6 чорна тура · g6 білий слон · a5 чорний кінь · c5 білий пішак · a4 чорний пішак · c4 чорний пішак · d4 білий пішак · f4 чорна тура · g4 чорний пішак · e3 чорний слон · b2 чорний пішак · c2 білий пішак · e2 білий кінь · f2 чорний пішак · h2 білий король · b1 чорний король · f1 білий кінь · h1 білий ферзь | d8 чорний кінь · c7 чорний пішак · g7 чорний пішак · e6 чорний пішак · f6 чорна тура · g6 білий слон · a5 чорний кінь · c5 білий пішак · a4 чорний пішак · c4 чорний пішак · d4 білий пішак · f4 чорна тура · g4 чорний пішак · e3 чорний слон · b2 чорний пішак · c2 білий пішак · e2 білий кінь · f2 чорний пішак · h2 білий король · b1 чорний король · f1 білий кінь · h1 білий ферзь | d8 чорний кінь · c7 чорний пішак · g7 чорний пішак · e6 чорний пішак · f6 чорна тура · g6 білий слон · a5 чорний кінь · c5 білий пішак · a4 чорний пішак · c4 чорний пішак · d4 білий пішак · f4 чорна тура · g4 чорний пішак · e3 чорний слон · b2 чорний пішак · c2 білий пішак · e2 білий кінь · f2 чорний пішак · h2 білий король · b1 чорний король · f1 білий кінь · h1 білий ферзь | d8 чорний кінь · c7 чорний пішак · g7 чорний пішак · e6 чорний пішак · f6 чорна тура · g6 білий слон · a5 чорний кінь · c5 білий пішак · a4 чорний пішак · c4 чорний пішак · d4 білий пішак · f4 чорна тура · g4 чорний пішак · e3 чорний слон · b2 чорний пішак · c2 білий пішак · e2 білий кінь · f2 чорний пішак · h2 білий король · b1 чорний король · f1 білий кінь · h1 білий ферзь | d8 чорний кінь · c7 чорний пішак · g7 чорний пішак · e6 чорний пішак · f6 чорна тура · g6 білий слон · a5 чорний кінь · c5 білий пішак · a4 чорний пішак · c4 чорний пішак · d4 білий пішак · f4 чорна тура · g4 чорний пішак · e3 чорний слон · b2 чорний пішак · c2 білий пішак · e2 білий кінь · f2 чорний пішак · h2 білий король · b1 чорний король · f1 білий кінь · h1 білий ферзь | d8 чорний кінь · c7 чорний пішак · g7 чорний пішак · e6 чорний пішак · f6 чорна тура · g6 білий слон · a5 чорний кінь · c5 білий пішак · a4 чорний пішак · c4 чорний пішак · d4 білий пішак · f4 чорна тура · g4 чорний пішак · e3 чорний слон · b2 чорний пішак · c2 білий пішак · e2 білий кінь · f2 чорний пішак · h2 білий король · b1 чорний король · f1 білий кінь · h1 білий ферзь | d8 чорний кінь · c7 чорний пішак · g7 чорний пішак · e6 чорний пішак · f6 чорна тура · g6 білий слон · a5 чорний кінь · c5 білий пішак · a4 чорний пішак · c4 чорний пішак · d4 білий пішак · f4 чорна тура · g4 чорний пішак · e3 чорний слон · b2 чорний пішак · c2 білий пішак · e2 білий кінь · f2 чорний пішак · h2 білий король · b1 чорний король · f1 білий кінь · h1 білий ферзь | 1 |
|   | a | b | c | d | e | f | g | h |   |

Петров створив кілька чудових шахових задач.
Його найкращою задачею була — мат у 14 ходів, яка називалася «Втеча Наполеона з Москви до Парижа».
Розв'язання: 1. Кd2 + Крa2 2. Кc3 + Крa3 3. Доdb1+ Крb4 4. Кa2 + Крb5 5. Доbc3+ Крa6 6. Кb4 + Крa7 7. Кb5 + Крb8 8. Кa6 + Крc8 9. Кa7 + Крd7 10. Кb8 + Крe7 11. Кc8 + Крf8 12. Кd7 + Крg8 13. Кe7 + Крh8 14. Крg2 мат.
Примітки: поле а1 — Москва, поле h8 — Париж, діагональ h1-a8 — річка Березина, чорний король — Наполеон, білі коні — російська кіннота, або російські козаки, або російська кіннота Платова.
На річці Березина (діагональ h1-a8) Наполеон міг бути захоплений у полон. У примітці до шостого ходу Петров писав: «ферзем слід було перепинити шлях Наполеону, ступивши на a8, тоді б він не втік до Парижа, а був би йому шах і мат».